# Дергалово
Дергалово — деревня в Борисоглебском районе Ярославской области, входит в состав Инальцинского сельского поселения.

## География
Расположена в 18 км на юг от центра поселения деревни Инальцино и в 31 км на юго-запад от райцентра посёлка Борисоглебский.

## История
В 0,5 км от деревни располагался погост Георгиевский, что на Песьих лугах. Каменная церковь во имя вмч. Георгия и св. Николая на погосте сооружена в 1827 году, в 1819 году там находилась еще деревянная церковь.
В конце XIX — начале XX деревня Дергалово входила в состав Новоселко-Пеньковской волости Ростовского уезда Ярославской губернии. В 1885 году в деревне было 28 дворов.
С 1929 года деревня входила в состав Костьяновского сельсовета Борисоглебского района, с 1935 года — в составе Петровского района, с 1954 года — в составе Фатьяновского сельсовета, с 1959 года — в составе Покровского сельсовета Борисоглебского района, с 2005 года — в составе Инальцинского сельского поселения.

## Население
| 1859 | 2007 | 2010 |
| ---- | ---- | ---- |
| 188  | ↘0   | →0   |

## Достопримечательности
На Георгиевском погосте близ деревни расположена недействующая Церковь Георгия Победоносца (1827).